# German Flatts
German Flatts est une ville située dans le comté de Herkimer, dans l'État de New York, aux États-Unis,. En 2010, elle comptait une population de 13 258 habitants.

## Démographie
Lors du recensement de 2010, la ville comptait une population de 13 258 habitants. Elle est estimée, en 2016, à 12 710 habitants.